# Daisy Miller (romanzo)
Daisy Miller è un racconto di Henry James apparso per la prima volta nel Cornhill Magazine nel giugno-luglio del 1878 e sotto forma di libro nell'anno successivo.

## Trama
Annie "Daisy" Miller e Frederick Winterbourne si incontrano per la prima volta a Vevey, in Svizzera, nel giardino del loro albergo. A presentarli è il fratellino di Daisy, Randolph Miller, di appena 9 anni, che considera la loro città natale, Schenectady nello Stato di New York, un posto di gran lunga superiore a tutta l'Europa. Al contrario, Daisy è affascinata dal continente, e soprattutto dall'alta società cui vuole appartenere.
Winterbourne si sente dapprima sconcertato dagli atteggiamenti della ragazza, e sebbene sia molto attratto dalla sua bellezza, si rende ben presto conto che Daisy potrebbe essere solo una civetta matricolata. Malgrado la disapprovazione di sua zia, la Signora Costello, Winterbourne continua a frequentare Daisy. Trattare con estrema familiarità l'accompagnatore, il maggiordomo Eugenio, come fanno i Miller; accettare, come fa Daisy, di farsi accompagnare da Winterbourne allo Château de Chillon dopo mezz'ora appena da che si erano conosciuti, scandalizzano la zia Costello. Winterbourne, poi, informa Daisy che il giorno successivo deve tornare a Ginevra: Daisy ne rimane ferita ma poi gli chiede di raggiungerla a Roma, quell'inverno.
A Roma, Winterbourne e Daisy si incontrano inaspettatamente nel salotto di Mrs. Walker, un'americana emigrata in Italia. Mrs Walker ha assimilato i valori morali della società italiana; secondo questi ultimi, le assidue frequentazioni maschili di Daisy sono da disapprovare drasticamente. Winterbourne si rende conto che Daisy ha una relazione sempre più intima con un giovane italiano, Giovanelli. Ma Daisy non tiene in alcun conto la disapprovazione dei suoi conoscenti. Winterbourne e Mrs. Walker tentano di persuadere Daisy a interrompere la frequentazione di Giovanelli, ma invano.
Una notte, Winterbourne va a fare una passeggiata al Colosseo e vi scopre una giovane coppia. Sono Giovanelli e Daisy. Winterbourne, infuriato con Giovanelli, lo rimprovera di aver condotto Daisy in un posto dove lei corre il rischio di contrarre la malaria. Daisy replica che non le importa e a Winterbourne non resta che abbandonarli. Daisy viene colpita da una terribile febbre poco dopo l'uscita notturna al Colosseo. In punto di morte chiede alla madre di riferire un messaggio a Winterbourne, relativo alla sua non volontà di volersi impegnare seriamente nella storia con Giovanelli. Durante il funerale di Daisy, Giovanelli, parlando con Winterbourne, afferma di essere stato colpito dal fascino della ragazza ma di essere al tempo stesso più che consapevole del fatto che lei non avrebbe mai avuto intenzione di sposarlo. Ma non arriva a condannare la sua condotta frivola; anzi ne sostiene fermamente l'innocenza.

## Personaggi
- Annie P. "Daisy" Miller
- Frederick Forsyth Winterbourne
- Mrs. Costello - zia di Winterbourne
- Randolph Miller - fratello di Daisy
- Mrs. Miller - madre di Daisy
- Eugenio - maggiordomo della famiglia Miller
- Mrs. Walker - amica di Winterbourne
- Mr. Giovanelli - amico di Daisy

## Edizioni italiane
- trad. di Jessica, in Daisy Miller ed altri racconti, Treves, Milano 1930; Garzanti, Milano 1945
- trad. di Bruno Maffi, Rosa e Ballo, Milano 1945 (con il titolo Due donne)
- trad. di Francesco Mei, nota introduttiva di Italo Calvino, Einaudi (coll. Centopagine n. 5), Torino, 1971
- trad. di Giuliano Acunzoli, introduz. Denis Artioli,Vimercate Meravigli La Spiga,  1994
- trad. di Franco Garnero, nota introduttiva di Franco Cordelli, Mondadori, Milano, 1994; con introduzione di Jean Gooder, collana Oscar Mondadori, 2001 ISBN 9788804436232
- trad. di Donata Meneghelli, Einaudi, Torino, 1999 (ed. bilingue)
- trad. di Barbara Antonucci, saggio introduttivo di Leon Edel, BUR, Milano, 2008 ISBN 9788817023221
- trad. di Maria Caterina Amendolia, Lozzi Publishing, Roma, 2011 ISBN 9788897467182
- trad. di Angelita La Spada, Alia, Milano, 2011 ISBN 9788896321300
- trad. di Margherita Piunti, BCDe, Milano, 2012 ISBN 9788866203209
- trad. di Simone Francescato, a cura di Donatella Izzo, Marsilio, Venezia, 2017 (ed. bilingue) ISBN 9788831726771

## Adattamenti
- 1956: per la serie televisiva Camera Three (1955–1980) l'episodio Daisy Miller, trasmesso il 5 agosto 1956.[1] Con: James Macandrew, Nancy Malone, Peter Donat.
- 1972: per la serie televisiva Estudio 1 (1965–1984), l'episodio 'Daisy Miller, trasmesso il 23 marzo 1972,[2] diretto da José Antonio Páramo.
- 1974: il film Daisy Miller, regia di Peter Bogdanovich,[3] con: Cybill Shepherd, Barry Brown, Cloris Leachman.